# Пістончик

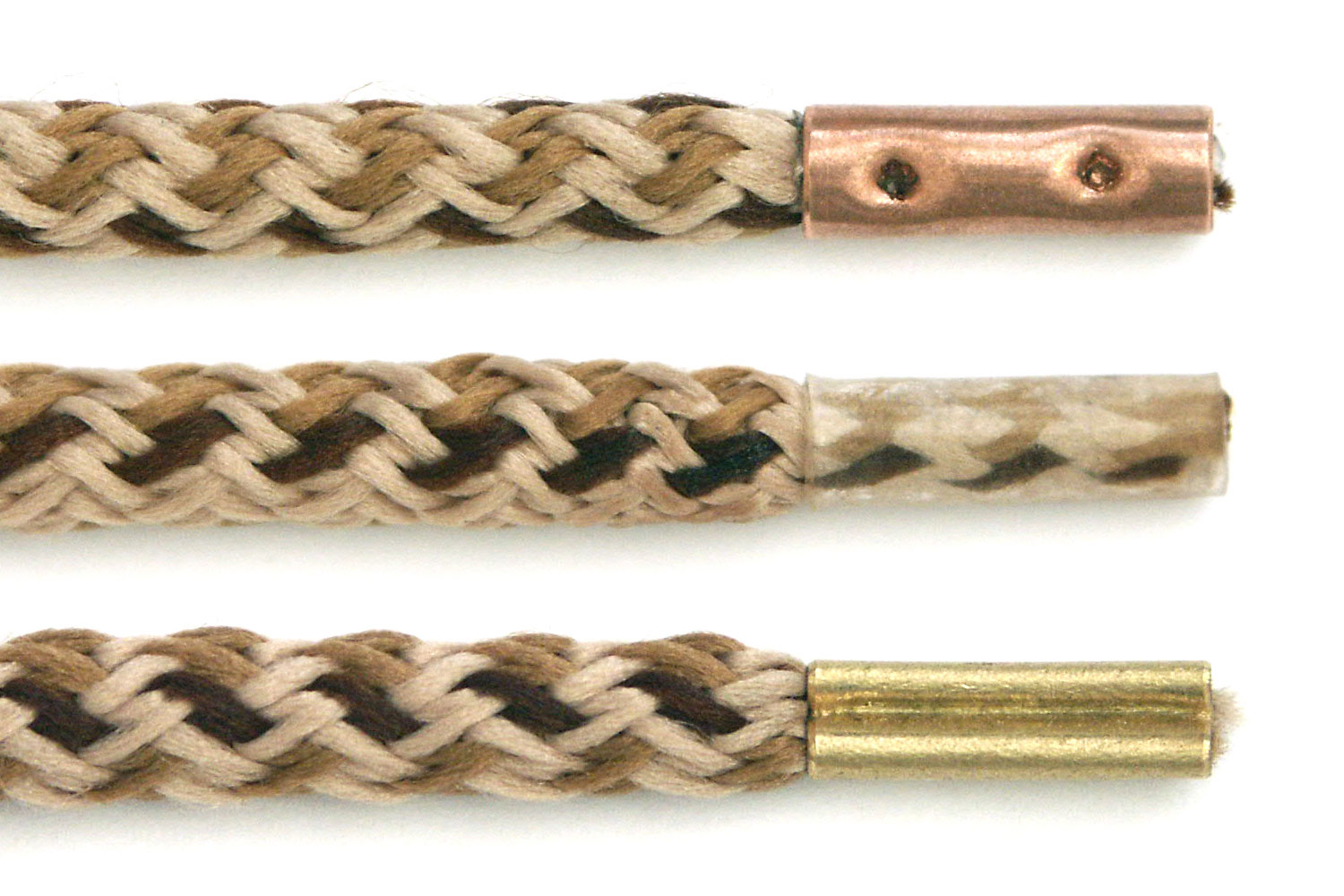
пістончики різних типів

Пісто́нчик (від фр. piston), набалдашник, ошнурівка — спеціальний металевий або пластиковий наконечник шнурка, зроблений для того, щоб полегшити втягання шнурків у взуття та оберегіти кінці шнурків від розплітання. Іноді пістончики називають еглетами (англ. aglet, aiglet, від старого фр. aiguillette — «голочка»).
Серед археологічних знахідок, датованих 18 століттям, є кілька об'єктів, дуже схожих з наконечниками шнурків.

## Особливості
В англійській мові aglet, aiglet походить від ранішого aiguillette («аксельбант»), яке сходить до французького слова зі значенням «голочка».
Еглети використовуються і на декоративних шнурках, таких як краватка боло або аксельбантах, які є частиною військової уніформи.
Сьогодні еглети частіше роблять із пластику, хоча все ще зустрічаються еглети з металів, скла або каменю. Деякі еглети проте створювалися і з декоративними цілями з дорогоцінних металів, таких як срібло. До винаходу ґудзиків, вони використовувалися на кінцях стрічок, що скріплюють одяг. Іноді ці наконечники виконувалися у вигляді деяких фігурок. Вільям Шекспір у своїй п'єсі «Приборкання норовливої» називав цей тип наконечників «aglet baby».
Саморобні еглети можуть бути зроблені з скотча, воску, смоли, клею, пряжі і деяких інших матеріалів, а також шляхом оплавляння кінця шнура.